# Mads Roerslev
Mads Roerslev Rasmussen (født 24. juni 1999) er en dansk fodboldspiller, der spiller i den tyske klub VfL Wolfsburg, udlejet fra Brentford. Han har tidligere spillet i de danske  superligaklubber F.C. København og Vendsyssel FF.

## Klubkarriere

### FC København
Mads Roerslev har tidligere spillet FCK's U-19 hold. Han debuterede for førsteholdet den 26. oktober 2016, hvor han blev skiftet ind efter pausen i en pokalkamp mod Jammerbugt FC, hvor han efter 63 sekunder på banen scorede sit første mål for FCK. Roerslev fik yderligere en kamp i pokalturneringen, da han blev indskiftet i sejren over B.93 den 1. marts 2017. 
Roerslev blev herefter den 21. marts 2017 udlejet til den svenske Allsvenskan-klub Halmstads BK, men grundet en administrativ fejl i den svenske klub opnåede han imidlertid ikke spilletilladelse, men nåede dog at spille en enkelt kamp i Halmstads. 
Ved hjemkomsten til FCK forlængede han kontrakten til sommeren 2021. I forbindelse med forlængelsen blev Roerslev formelt indlemmet i superligatruppen fra sommeren 2017. Som ungdomsspiller fik han sin superligadebut den 17. maj 2017 i nederlaget til FC Midtjylland, hvor han blev skiftet ind i 2. halvleg.  
Roerslev opnåede dog ikke megen spilletid i FCK i 2017 og 2018, hvor han blev indskiftet i 5 superligakampe i 2017-18 sæsonen og i efterårssæsonen 2018 opnåede han spilletid i kvalifikationskampe til Europa League-turneringen og indledende kampe til Pokalturneringen.

### Vendsyssel FF
Ved udgangen af 2018 blev det offentliggjort, at Roerslev i foråtssæsonen 2019 blev udlejet til superligaklubben Vendsyssel FF. Roerslev opnåede dog kun fire superligakampe for Vendsyssel og efter udløbet af lejeaftalen, vente Roerslev i sommeren 2019 tilbage til FCK, hvor han dog var langt fra spilletid i opstarten af 2019/20 sæsonen.

### Brentford F.C.
Den 7. august 2019 blev det offentliggjort, at Roerslev med øjeblikkelig virkning skiftede til Brentford. Roerslev opnåede i alt 13 førsteholdskampe for FCK, heraf fem superligakampe.
I Brentford F.C. blev Roerslev tilknyttet B-holdet.

## Landsholdskarriere
Roerslev har pr. 22. januar 2019 spillet 32 landskampe for diverse ungdomslandshold. 